# Wody zawieszone
Wody zawieszone – wody tworzące w strefie aeracji lokalne zbiorowisko nad stropem soczewki utworów nieprzepuszczalnych, którego zasoby zmieniają się pod wpływem opadów i parowania.
Dzieli się na:
wody wolne i kapilarne.